# Ginés de Clermont
San Ginés de Clermont (m. 662), fue el vigesimoquinto obispo de Clermont en Auvernia. 
A los cinco años de episcopado, Ginés decidió abrazar la vida monástica y con este fin partió para Roma en traje de peregrino. Pero sus milagros descubrieron su retiro y tuvo que volver a su iglesia, administrándola nuevamente con gran sabiduría. Combatió las herejías de Novaciano y Joviniano, fundó la Abadía de Manlieu y la iglesia de San Sinforiano de Clermont, donde fue enterrado por lo cual tomó su nombre. 
Se le honra el 3 de junio.

## Patronazgos
- Es el patrono de Arrecife, capital de la isla de Lanzarote (España) en donde se lo celebra localmente el 25 de agosto.